# Římskokatolická farnost Chvalovice
Římskokatolická farnost Chvalovice je územní společenství římských katolíků s farním kostelem svaté Markéty ve znojemském děkanství.

## Historie farnosti
Kostel svaté Markéty pochází z doby kolem roku 1500. Roku 1690 byla přistavěna předsíň a roku 1766 zaklenuta původní plochostropá loď. 

## Duchovní správci
Administrátorem excurrendo je od 1. září 2004 R. D. Jaroslav Kárník.

## Bohoslužby
| Kostel        | Místo      | Bohoslužba (den) | Hodina                                   | Poznámka     |
| ------------- | ---------- | ---------------- | ---------------------------------------- | ------------ |
| svaté Markéty | Chvalovice | neděle středa    | 8.00 17.00 (zimní čas)/18.30 (letní čas) | farní kostel |

## Aktivity ve farnosti
Dnem vzájemných modliteb farností za bohoslovce a bohoslovců za farnosti brněnské diecéze je 20. prosinec. Adorační den připadá na 16. srpna.
Ve farnosti se pravidelně koná tříkrálová sbírka. V roce 2017 činil její výtěžek 16 890 korun.